# ترتر
تَرتَر (به لاتین: Tərtər) شهری در شهرستان ترتر کشور جمهوری آذربایجان است. جمعیت این شهر بر اساس سرشماری سال ۱۹۸۹ میلادی، ۱۲٫۵۶۳ نفر و بر اساس سرشماری سال ۲۰۰۸ میلادی، ۱۸٫۲۰۰ بوده‌است.